# 2,3,4,5,6,7,8,9,10,11,12,13,14,15,16,17,18-Heptadécaméthylnonadécane
Le 2,3,4,5,6,7,8,9,10,11,12,13,14,15,16,17,18-heptadécaméthylnonadécane est un alcane supérieur ramifié de formule semi-développée (CH3)2CH-[CH(CH3)]15-CH(CH3)2. C'est un isomère de l'hexatriacontane.
Les atomes de carbone C3 à C17 sauf C10 sont asymétriques et cette molécule contient un plan de symétrie passant par C10. Ainsi elle se présente sous la forme d'un certain nombre de paires d'énantiomères et de composés méso.